# ニッケリエ地方
ニッケリエ地方（オランダ語: Nickerie）はスリナムの地方のひとつ。首府はニウ・ニッケリー。
ガイアナとの国境にコランタイン川（クーランタイン川）が流れる。

## 隣接行政区画
- コロニー地方
- シパリウィニ地方
- 東ベルビセ＝コレンティネ州

## 下位行政区画
- フロート・ヘンアー（英語版）
- ニウ・ニッケリー

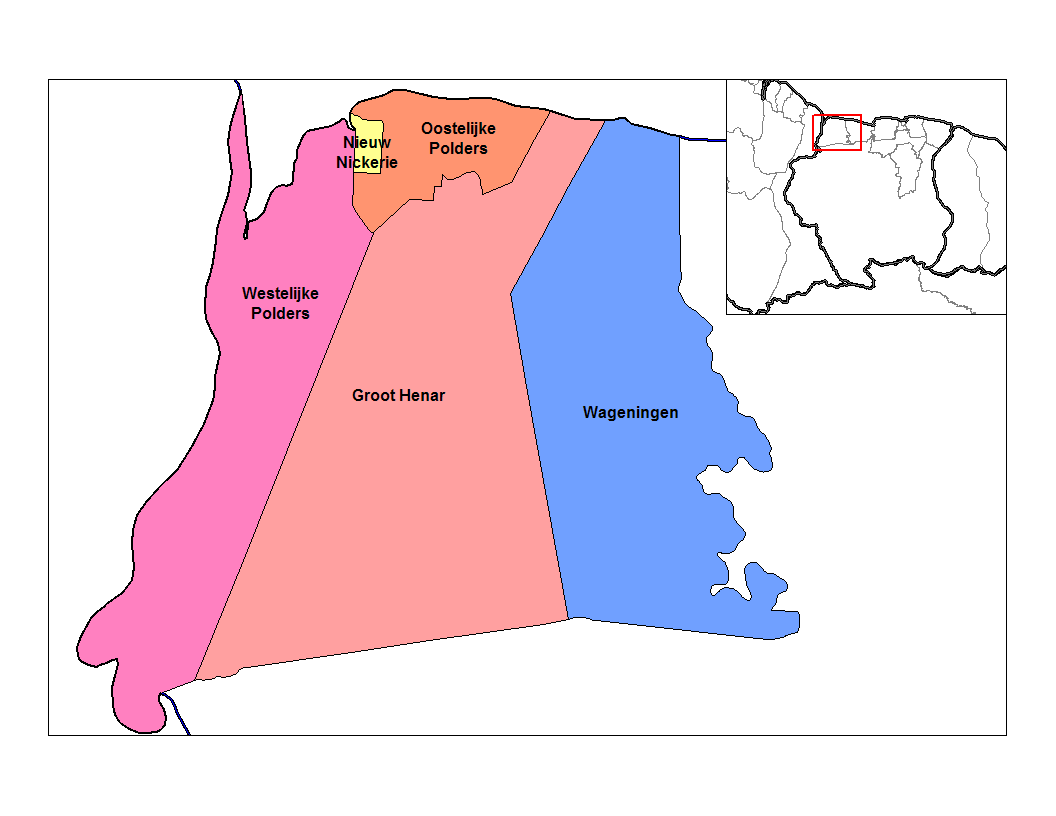
ニッケリエ地方のレソート

- オーステライケ・ポルデルス（英語版）
- ワーゲニンゲン（英語版）
- ウェストエレイケ・ポルデルス（英語版）

## 村
- Cupido
- Glasgow
- Hamptoncourtpolder
- Lokono Shikuabana
- Manchester
- Paradise
- South Drain